# گوملفکا
گوملفکا (به لاتین: Gomelevka) یک منطقهٔ مسکونی در روسیه است که در استان آمور واقع شده‌است.